# 库尔塞勒-莱蒙贝利亚尔
库尔塞勒-莱蒙贝利亚尔（法語：Courcelles-lès-Montbéliard，法語發音：[kuʁsɛl lɛ mɔ̃beljaʁ]，意为“蒙贝利亚尔附近的库尔塞勒”）是法国杜省的一个市镇，位于该省东北部，属于蒙贝利亚尔区。

## 地理
库尔塞勒-莱蒙贝利亚尔（47°30'0"N, 6°47'10"E）面积2.4 平方千米，位于法国勃艮第-弗朗什-孔泰大區杜省，该省份为法国东部内陆省份，北起上索恩省，西接汝拉省，东部及东南部与瑞士接壤，东北部与贝尔福地区省接壤。
与库尔塞勒-莱蒙贝利亚尔接壤的市镇（或旧市镇、城区）包括：圣苏珊、蒙贝利亚尔、武若库尔。

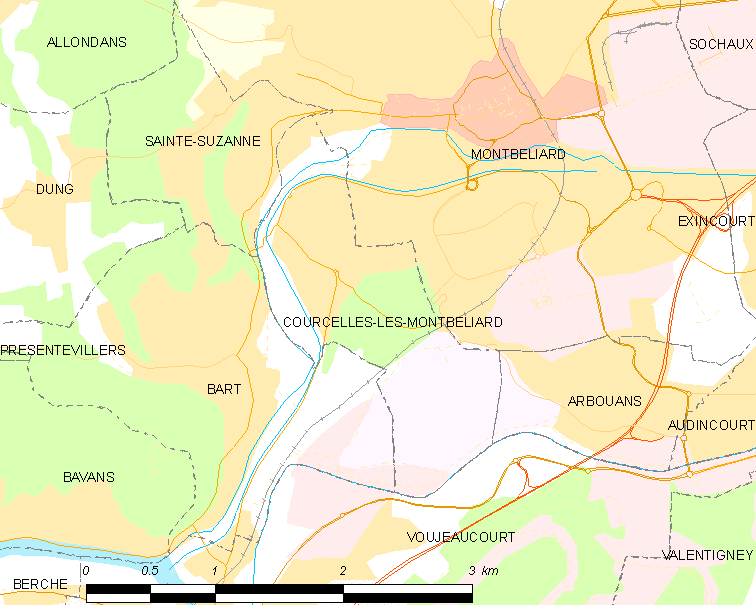
库尔塞勒-莱蒙贝利亚尔的OSM定位图

库尔塞勒-莱蒙贝利亚尔的时区为UTC+01:00、UTC+02:00（夏令时）。

## 行政
库尔塞勒-莱蒙贝利亚尔的邮政编码为25420，INSEE市镇编码为25170。

## 政治
库尔塞勒-莱蒙贝利亚尔所属的省级选区为蒙贝利亚尔县。

## 人口

1962-2008年间库尔塞勒-莱蒙贝利亚尔人口变化图示

库尔塞勒-莱蒙贝利亚尔于2022年1月1日时的人口数量为1387人。